# Accademia Roveretana degli Agiati

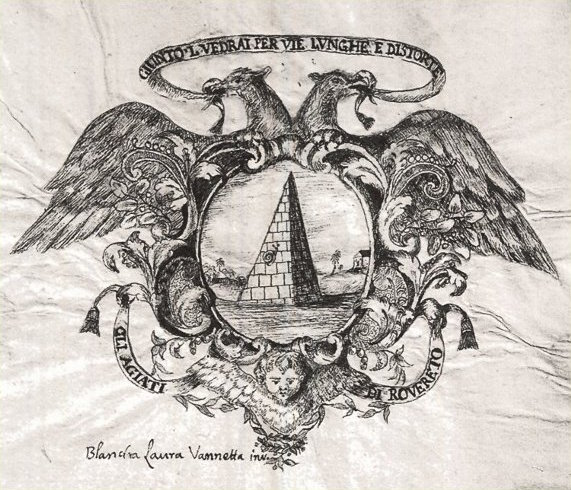
O primeiro emblema da academia, mostrando a pirâmide do saber.

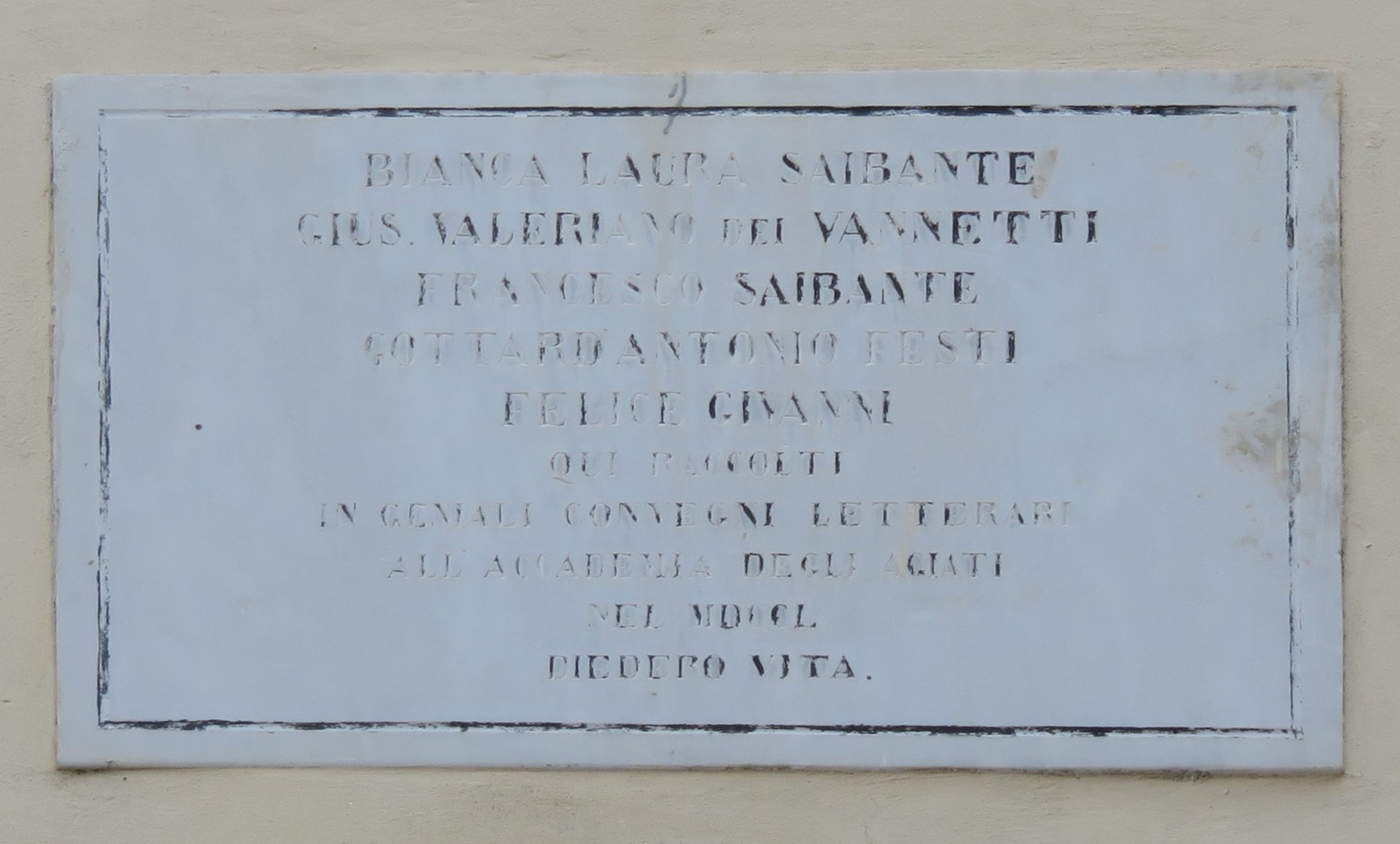
Placa comemorativa da primeira reunião.

A Accademia Roveretana degli Agiati di Scienze Lettere ed Arti é uma associação cultural e científica italiana sediada em Rovereto, na Província Autônoma de Trento.
Foi fundada em 27 de dezembro de 1750 por iniciativa de um grupo de intelectuais locais que incluía Giuseppe Valeriano Vannetti, Gottardo Antonio Festi, Bianca Laura Saibante, Francesco Saibante e Giuseppe Felice Givanni. Sua criação está ligada à efervescência cultural da cidade, enriquecida na produção e comércio de seda, e dinamizada pelo influxo iluminista patrocinado pelos imperadores austríacos. Seus estatutos foram aprovados por Maria Teresa da Áustria em 29 de setembro de 1753, tendo como patrono São João Evangelista.
Os acadêmicos, conforme o hábito da época, adotavam um nome fictício composto de um anagrama de seus nomes de batismo, e a cada mês era eleito um "príncipe" (presidente), intitulado Agiatissimo. A ideologia do grupo fundador defendia o livre pensamento e o primado da razão, depositava grande fé no progresso e preocupava-se com uma função cívica, social e econômica da cultura, mas como a associação foi posta sob o patrocínio e controle oficial do Império, aquele ímpeto libertário foi bastante domesticado, passando a tornar-se em certos aspectos uma instituição conservadora, preocupada em preservar a distinção da nobreza local como a guardiã por excelência da cultura.
Não obstante, a academia desempenhou um papel de grande relevo na vida cultural do Trentino e tornou-se prestigiada, recebendo em seu seio muitos intelectuais, eruditos, artistas e pesquisadores de renome internacional, como Felice Fontana, Gasparo Gozzi, Carlo Goldoni, Scipione Maffei e Alessandro Manzoni. Suas atividades tinham um escopo enciclopédico, passando pela linguística, arte, história, arqueologia, folclore, política, economia, agricultura, ciências e outros campos do saber, embora as principais atenções se concentrassem, nesta primeira etapa, na literatura, humanismo e filosofia, segundo a tradição da erudição setecentista. Em 1765 foi criada uma biblioteca, mas inicia uma fase de declínio e crescente isolamento, principalmente por mudanças na política imperial e pelo forte personalismo do influente secretário Clementino Vannetti, e em 1795, sob o impacto da Guerra da Primeira Coligação, a academia entrou em recesso. Nesta data tinha 634 sócios. Foi refundada em 1813 através do esforço de Pietro Parolari Malmignati di Lendinora, e no ano seguinte os trabalhos acadêmicos foram retomados.

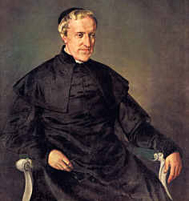
Antonio Rosmini, eleito no século XIX presidente perpétuo da academia, em pintura de Francesco Hayez.

Seu traço mais típico nos séculos XVIII e XIX, que a distinguiu de suas congêneres da Península Italiana, foi o interesse combinado pelas culturas germânica e latino-italiana, que constituem ambas as raízes da região trentina. Para Marcello Bonazza, "muito antes de o Trentino ser incorporado à Itália, a academia já podia ser considerada uma instituição cultural italiana", e segundo Almagia & Zieger, ali pela primeira vez foi concebido o conceito da unidade italiana.
Em 1898 foram definidos novos estatutos, onde foram estabelecidas as formas de financiamento da instituição e a destinação das verbas, foi abolido o título de sócio honorário, os sócios foram divididos em residentes e correspondentes, e criou um conselho acadêmico e editorial, entre outras providências modernizadoras. Apesar de previstos para durar muito tempo, esses novos estatutos inauguraram uma fase de instabilidade, e o século XX viu surgirem nove novas redações, que tentavam delinear a verdadeira função e identidade da academia e se adaptar à rapidez das mudanças no panorama científico, institucional, econômico e político do século. Na versão de 1913 foi consagrado um perfil já intuído desde o início, o de uma associação de caráter supra-pessoal centrada na definição de uma identidade histórica para os territórios italianos que fizeram parte do império Habsburgo, mas a ascensão da política fascista, dificuldades econômicas e a concorrência de outras instituições culturais da cidade frustraram em parte esses planos, e na década de 1930 sua autonomia foi severamente restrita.
Com o fim da II Guerra Mundial iniciou uma fase de recuperação e abertura de novos horizontes, deixando de lado seu caráter até então marcado pelos interesses regionalistas ou nacionalistas. Em 1978 novos estatutos introduziram novas áreas de estudo e ao mesmo tempo foi dada maior ênfase à pesquisa científica e à colaboração com outras entidades, como as universidades, associações voluntárias e instituições públicas de cultura. Em 1987 adquiriu personalidade jurídica própria.

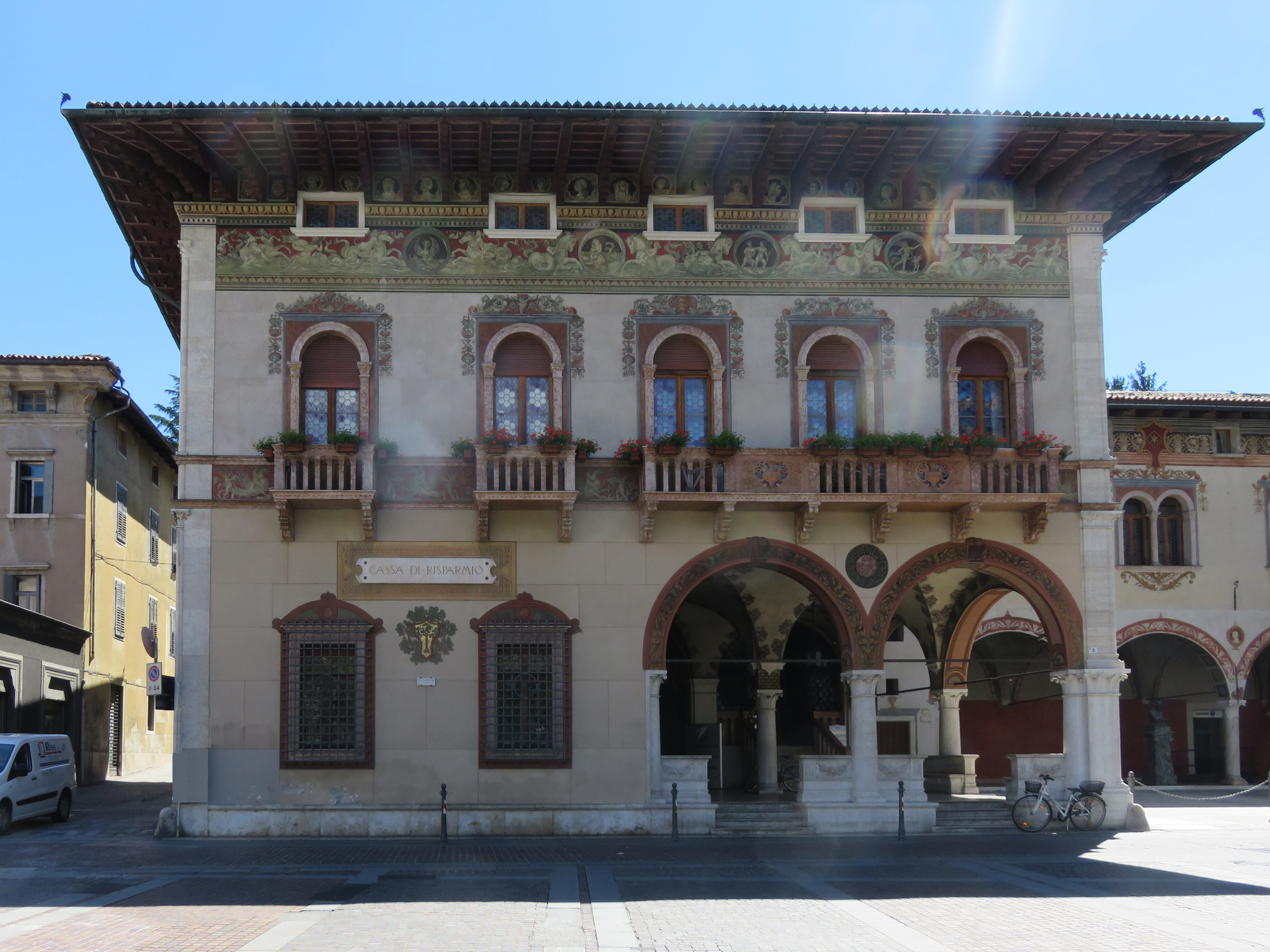
A sede atual da academia.

A academia ainda desenvolve intensa atividade, promovendo seminários, congressos, conferências, concertos, exposições e outros eventos culturais, faz muitas parcerias para publicações e pesquisa, preserva um rico acervo de obras de arte, livros, obras raras e manuscritos, e publica uma revista, Atti della Imperial Regia Accademia degli Agiati in Rovereto, cuja edição iniciou em 1826. Com os estatutos de 2001 foi estabelecida sua missão contemporânea:
- promover a pesquisa científica
- favorecer as relações entre os sócios e outros estudiosos
- promover encontros, convênios, conferências e cursos acadêmicos
- publicar sua revista própria e memórias, monografias, estudos e pesquisas de sócios ou estudiosos apresentados por sócios
- criar concursos temáticos
- disponibilizar aos interessados seu acervo bibliográfico, artístico e arquivístico